# Giterama (vattendrag)
Giterama är ett vattendrag i Burundi.   Det ligger i provinsen Rutana, i den centrala delen av landet, 90 kilometer öster om huvudstaden Bujumbura.
Omgivningarna runt Giterama är en mosaik av jordbruksmark och naturlig växtlighet. Runt Giterama är det ganska tätbefolkat, med 185 invånare per kvadratkilometer.